# Sentinel-2
Die Raumfahrtmission Sentinel-2, bestehend aus Sentinel-2A und Sentinel-2B, ist ein Paar optischer Erdbeobachtungssatelliten in einem sonnensynchronen Erdorbit. Sie gehören wie die Satellitenpaare Sentinel-1 und Sentinel-3 zum Copernicus-Programm der Europäischen Union für Global Monitoring for Environment and Security und sind Teil der Sentinel-Satellitenreihe. Sentinel-2 soll Daten für den Klimaschutz, zur Landüberwachung sowie zum Katastrophen- und Krisenmanagement auf der Erde liefern.

## Missionsverlauf
Sentinel-2A startete am 23. Juni 2015 im Raumfahrtzentrum Kourou mit einer Vega-Rakete. Der Start von Sentinel-2B folgte am 7. März 2017, ebenfalls an Bord einer Vega-Rakete von Kourou.
Am 5. September 2024 wurde Sentinel-2C gestartet, der den Satelliten 2A ersetzen soll. Der geplante Satellit 2D soll 2B ersetzen. Später soll die nächste Generation von Sentinel-Satelliten bis über 2035 hinaus arbeiten.

## Missionsziele
Sentinel-2 soll als Fortsetzung von Landsat die systematische globale Gewinnung von multispektralen Erdbeobachtungsdaten durchführen.
Diese Daten umfassen die Beobachtung von Terrain- und Ozeanaufteilung, Binnengewässern und Flüssen sowie von Küsten. Es werden die Veränderungen der Landflächen und die Landnutzung im Allgemeinen überwacht. Ebenso werden Maßnahmen zur Landgewinnung und die Katastrophenhilfe unterstützt. Darüber hinaus stellt Sentinel-2 eine satellitengestützte Klimaüberwachung bereit.
Weil die beiden Satelliten 2A und 2B um 180° versetzt auf der gleichen Umlaufbahn die Erde umkreisen, und durch die große Schwadbreite von 290 km, wird eine hohe zeitliche Abdeckung der Erdoberfläche erreicht. So ist es möglich, dass außer den Polarregionen der gesamte Planet alle 5 Tage überflogen und bei wolkenfreien Bedingungen vermessen/untersucht werden kann.

## Aufbau

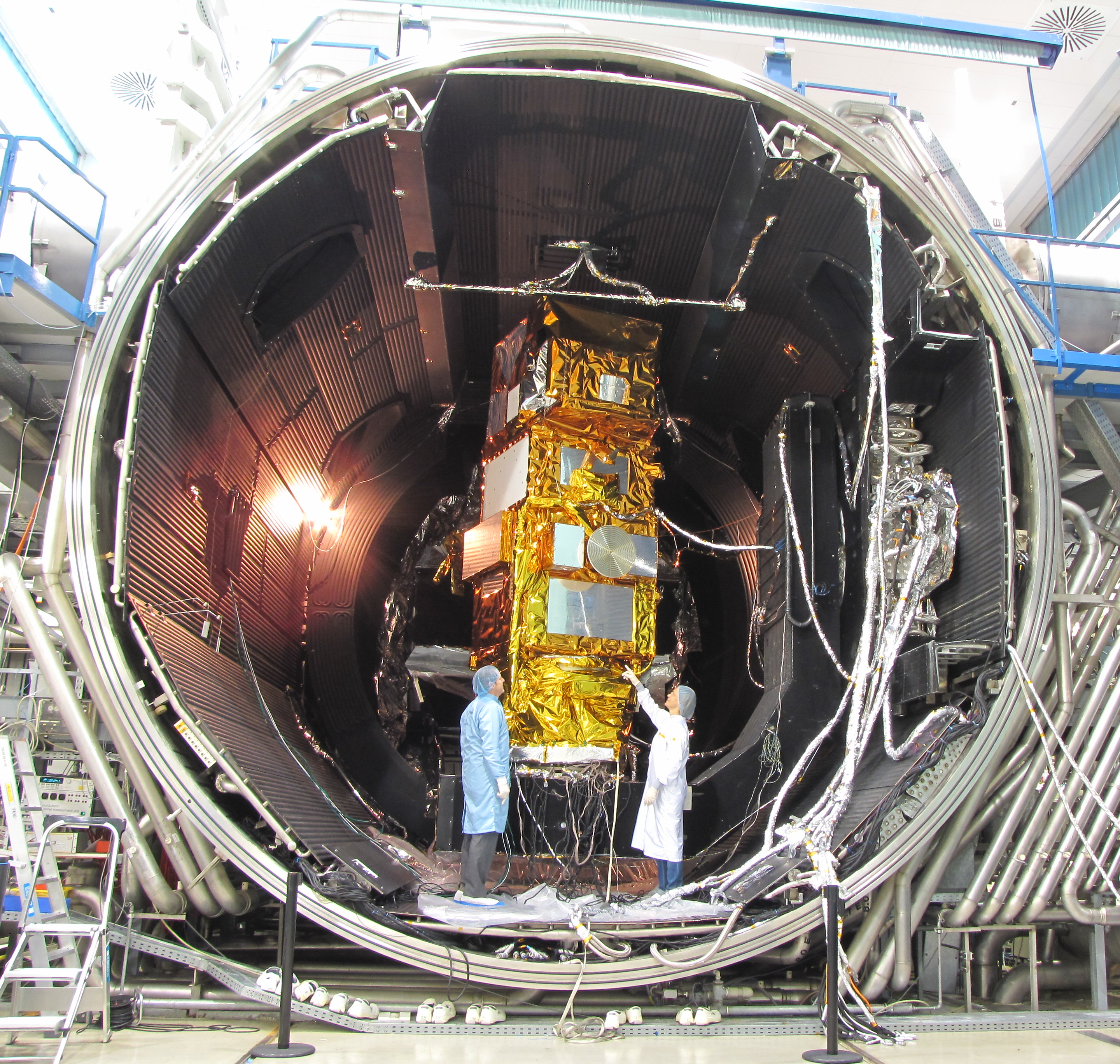
Sentinel-2A in einer Vakuumkammer

Die beiden Sentinel-2-Satelliten sind identisch. Sie sind modular nach dem ECSS-Standard aufgebaut.
Sentinel-2 verfügt über ein multispektrales Aufnahmegerät (MSI). Es nutzt das Prinzip einer digitalen Zeilenkamera, welches ebenfalls beim SPOT-Programm eingesetzt wird. Zum Start-Zeitpunkt von Sentinel-2 war es das am weitesten entwickelte Gerät seiner Klasse.
Das von der Erde und der Atmosphäre reflektierte Licht wird im MSI von einem Drei-Spiegel-Teleskop mit einem äquivalenten Gesamt-Durchmesser von 150 mm gesammelt. Das MSI verfügt über zwei Brennebenen und besitzt zwölf CMOS-Detektoren für VNIR (sichtbares und nahes Infrarotspektrum) und zwölf MCT-Detektoren für SWIR (kurzwelliges Infrarotspektrum). Die Detektoren sind staffelförmig angeordnet um die komplette Schwadbreite abzudecken. Ein dichroitischer Strahlen-Diffuser vollzieht die Teilung in 13 Spektralkanäle.
Sentinel-2 navigiert mit einem dualen GPS-Empfänger und drei Sternenkameras (englisch star tracker). Ein Vorfeld-Diffuser für die radiometrische Kalibrierung soll die radiometrische Leistungsfähigkeit sicherstellen. Darüber hinaus verfügt Sentinel-2 über einen Schließmechanismus, um die Instrumente vor der direkten Sonneneinstrahlung (und vor der Kontamination beim Raketenstart) zu schützen. Dieser wird, zur Reduzierung der Masse, im Zusammenspiel mit einem Spektral-Diffuser auch zur Kalibrierung genutzt.
Sentinel-2 verwendet ein Laser-System für die Übertragung der Daten per optischer Kommunikation, welches vom DLR betrieben wird. Die Daten werden an die geostationären Satelliten des European Data Relay System gesendet. Dies erlaubt die schnelle Übertragung von enormen Datenvolumina.
Die Sentinel-2-Satelliten können bis zu zwei Wochen autonom und ohne Verbindung zur Bodenstation ihre Aufgaben ausführen.

## Spektralkanäle von Sentinel-2
Die Bilder werden in räumlichen Auflösungen von 10 oder 20 m pro Pixel in zehn Spektralkanälen im Wellenlängenbereich von 490 bis 2200 nm aufgenommen. Zusätzlich gibt es drei Spektralkanäle mit 60 m räumlicher Auflösung zur Messung der atmosphärischen Eigenschaften.
| Band | Wellenlänge (nm) | Wellenlänge (nm) | Wellenlänge (nm) | Wellenlänge (nm) | Räum- liche Auflö- sung (m) | Verwendung                           |
| Band | Sentinel-2A      | Sentinel-2A      | Sentinel-2B      | Sentinel-2B      | Räum- liche Auflö- sung (m) | Verwendung                           |
| Band | Mitte            | Breite           | Mitte            | Breite           | Räum- liche Auflö- sung (m) | Verwendung                           |
| ---- | ---------------- | ---------------- | ---------------- | ---------------- | --------------------------- | ------------------------------------ |
| 1a   | 442,7            | 20               | 442,2            | 20               | 60                          | Aerosole                             |
| 2a   | 492,7            | 65               | 492,1            | 65               | 10                          | Aerosole, Landnutzung, Vegetation    |
| 3a   | 559,8            | 35               | 558,9            | 35               | 10                          | Landnutzung, Vegetation              |
| 4a   | 664,6            | 30               | 664,9            | 31               | 10                          | Landnutzung, Vegetation              |
| 5a   | 704,1            | 14               | 703,8            | 15               | 20                          | Landnutzung, Vegetation              |
| 6a   | 740,5            | 14               | 739,1            | 13               | 20                          | Landnutzung, Vegetation              |
| 7a   | 782,8            | 19               | 779,7            | 19               | 20                          | Landnutzung, Vegetation              |
| 8a   | 832,8            | 105              | 832,9            | 104              | 10                          | Wasserdampf, Landnutzung, Vegetation |
| 8a   | 864,7            | 21               | 864,0            | 21               | 20                          | Wasserdampf, Landnutzung, Vegetation |
| 9a   | 945,1            | 19               | 943,2            | 20               | 60                          | Wasserdampf                          |
| 10a  | 1373,5           | 29               | 1376,9           | 29               | 60                          | Cirruswolken                         |
| 11a  | 1613,7           | 90               | 1610,4           | 94               | 20                          | Landnutzung, Vegetation              |
| 12a  | 2202,4           | 174              | 2185,7           | 184              | 20                          | Aerosole, Landnutzung, Vegetation    |

## Anwendung und Nutzungsrecht
Die Daten und Auswertung von Sentinel sind im Copernicus-Programm für jeden frei abrufbar.
Darüber hinaus hat die ESA im März 2016 ein Abkommen über die Datennutzung mit der NASA, NOAA und USGS getroffen. Diese Agenturen dürfen seitdem die Daten transferieren und in ihre bereits existierenden Datenbank-Systeme aufnehmen.

## Galerie

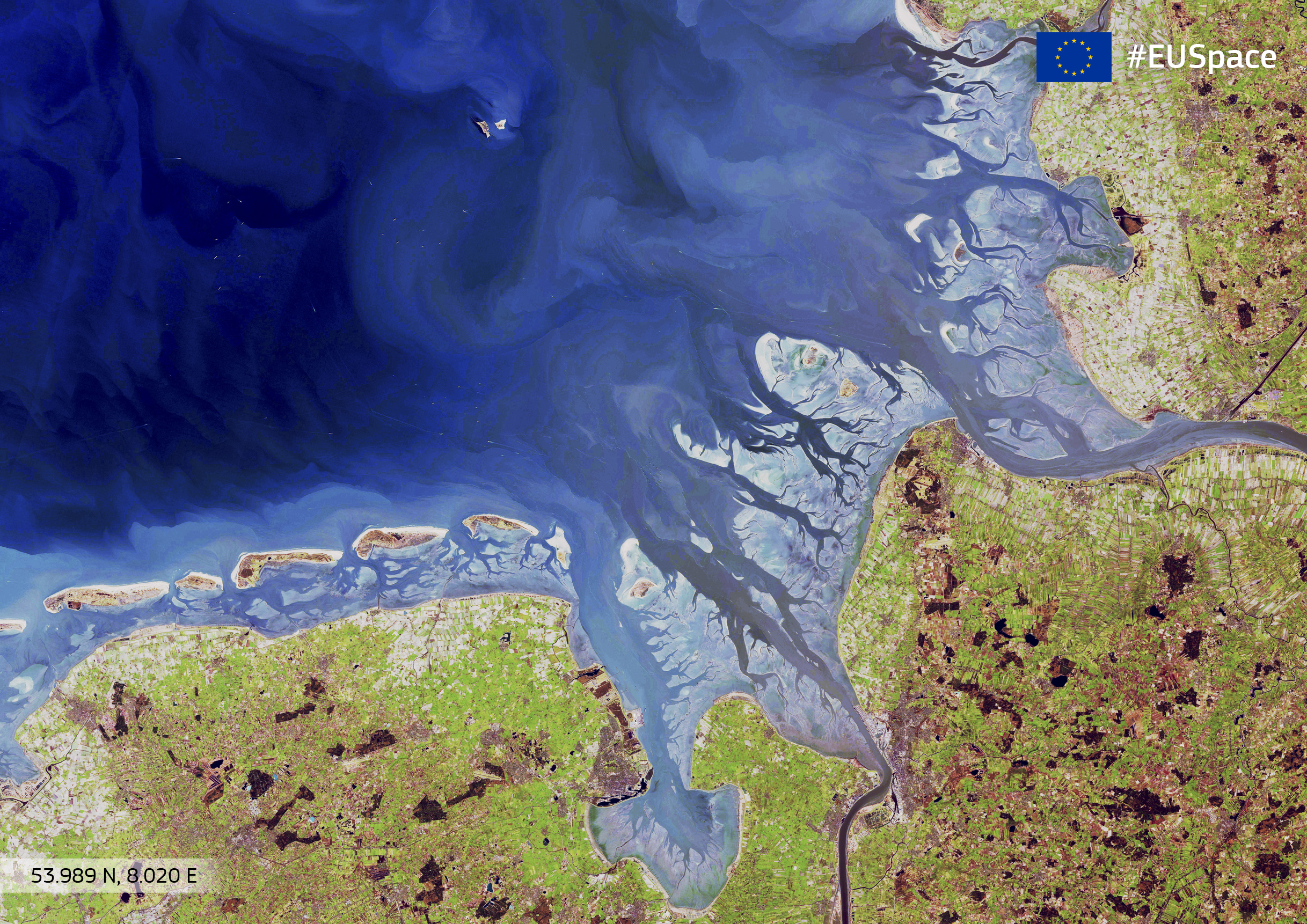
Wattenmeer in der Deutschen Bucht, 2022
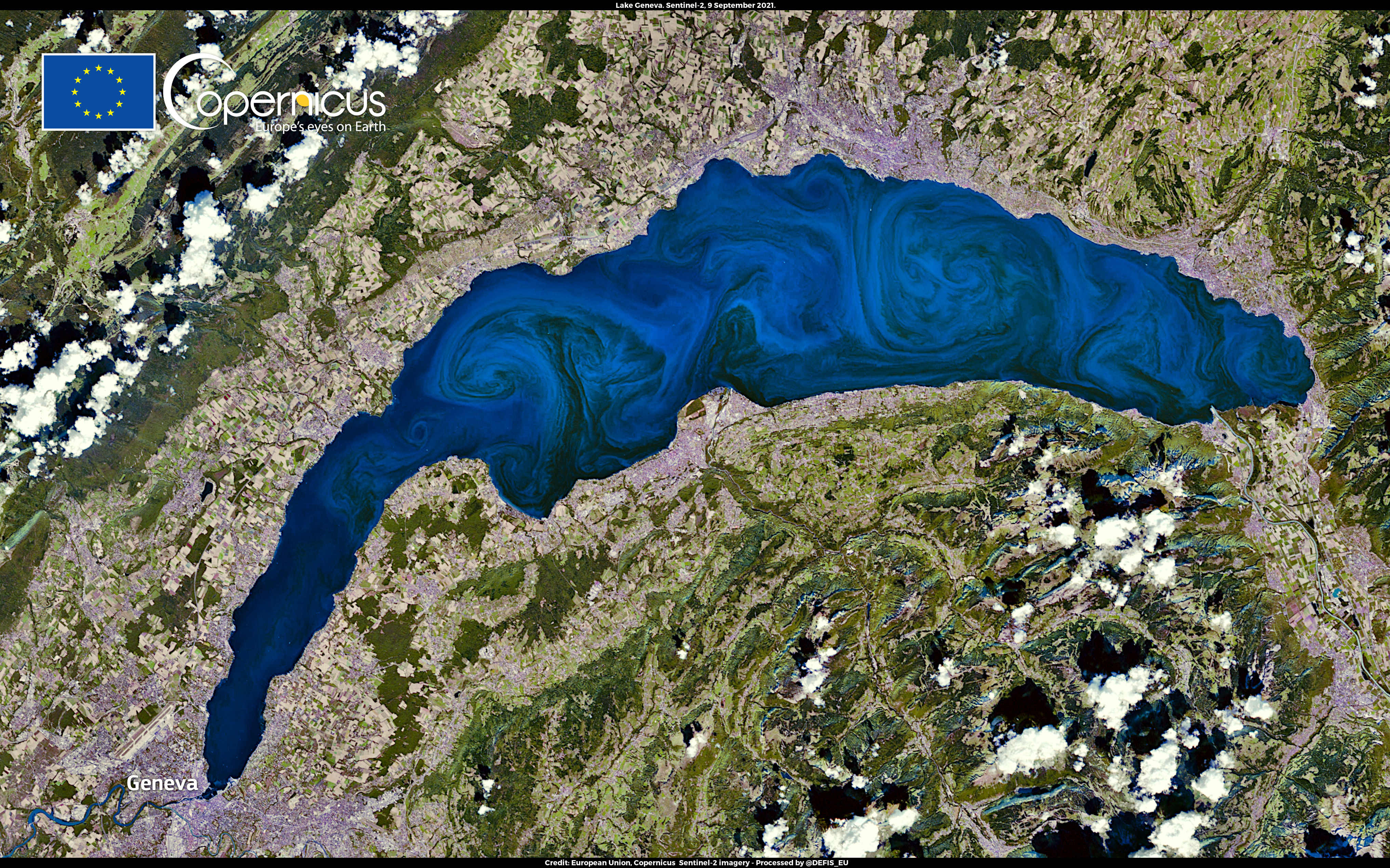
Genfersee, 2021
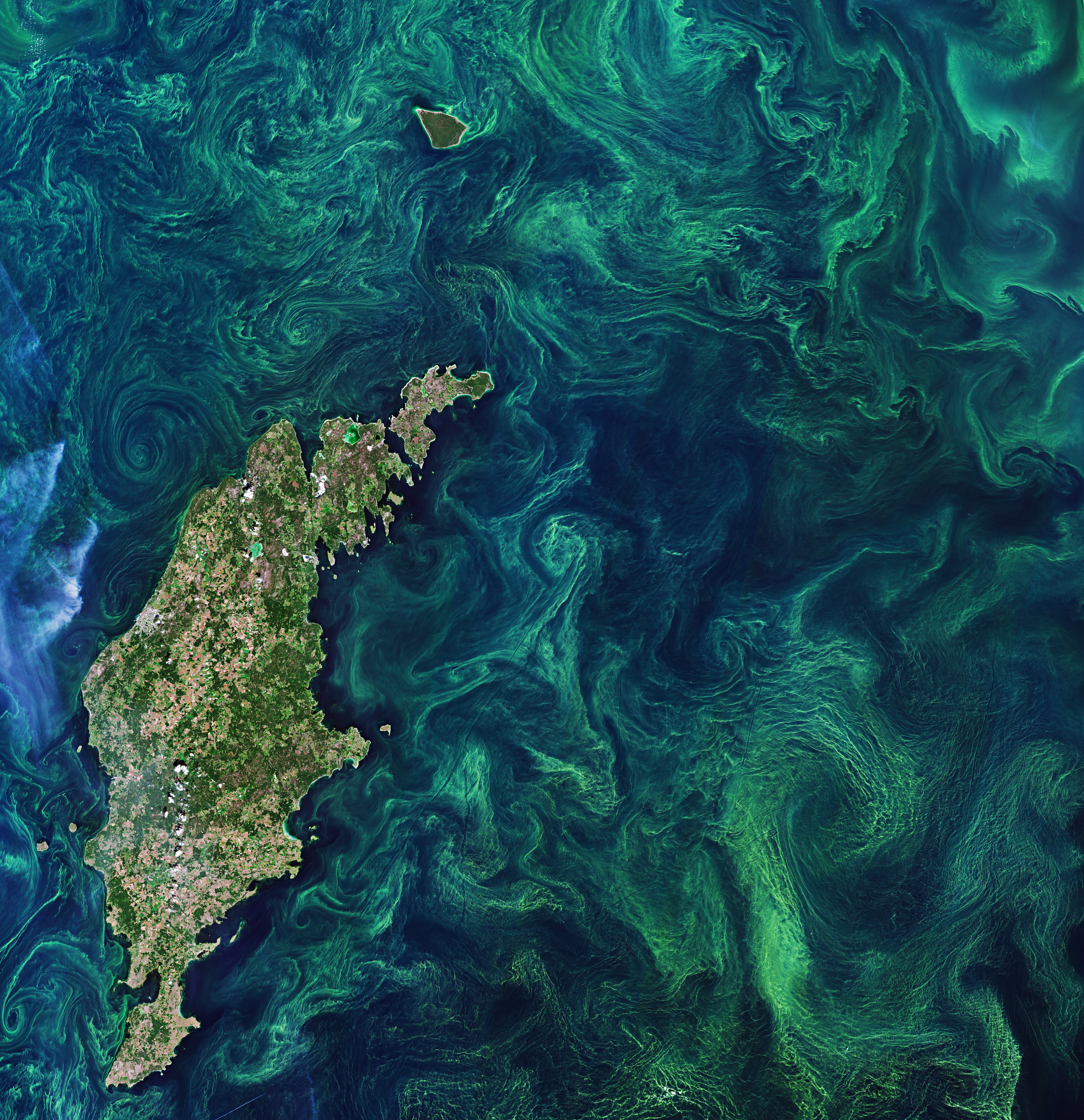
Phytoplanktonblüte nahe der Ostseeinsel Gotland im Juli 2019
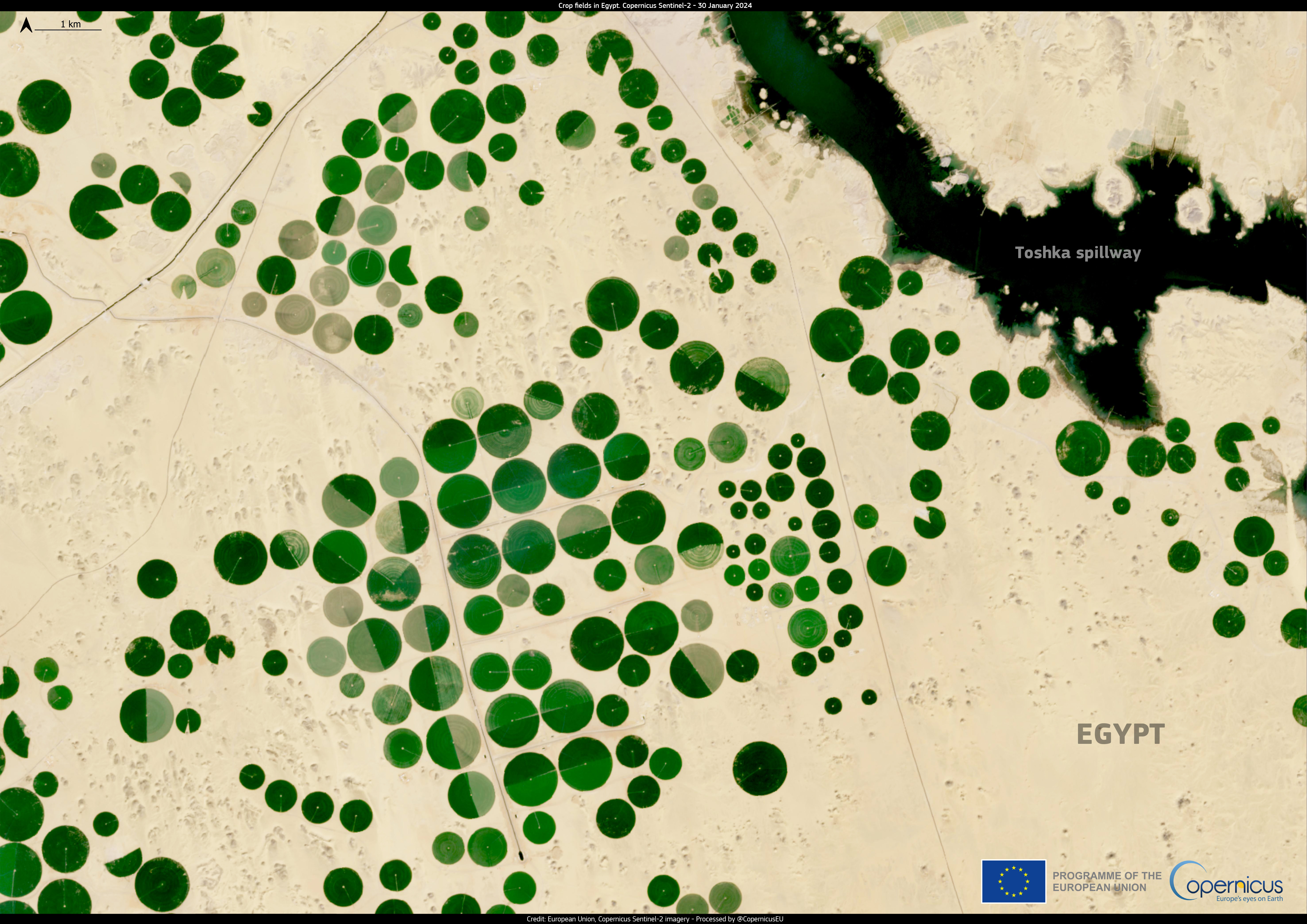
Pivot-Beregnungssysteme in der Sahara, 2024 (New Valley Projekt)
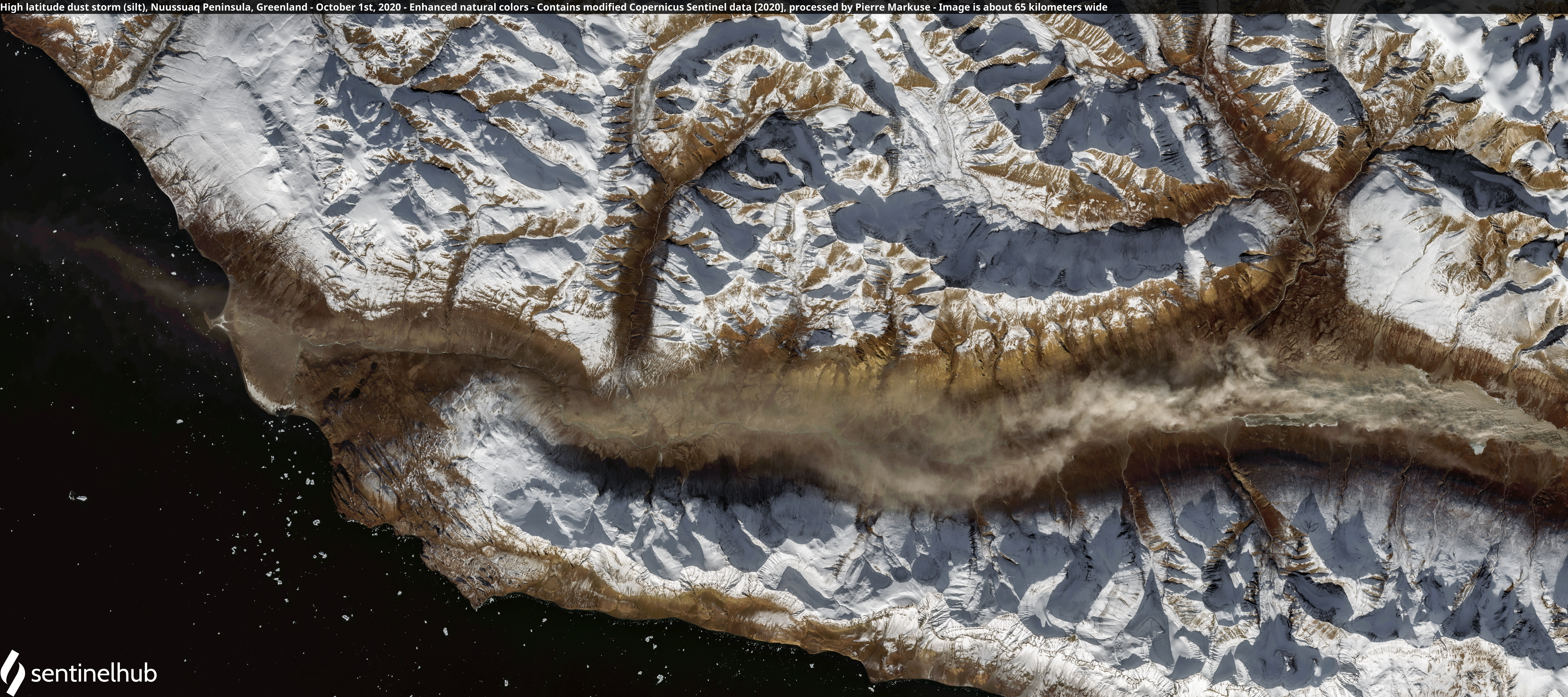
Staubsturm aus Gletschermehl auf der Halbinsel Nuussuaq, 2020
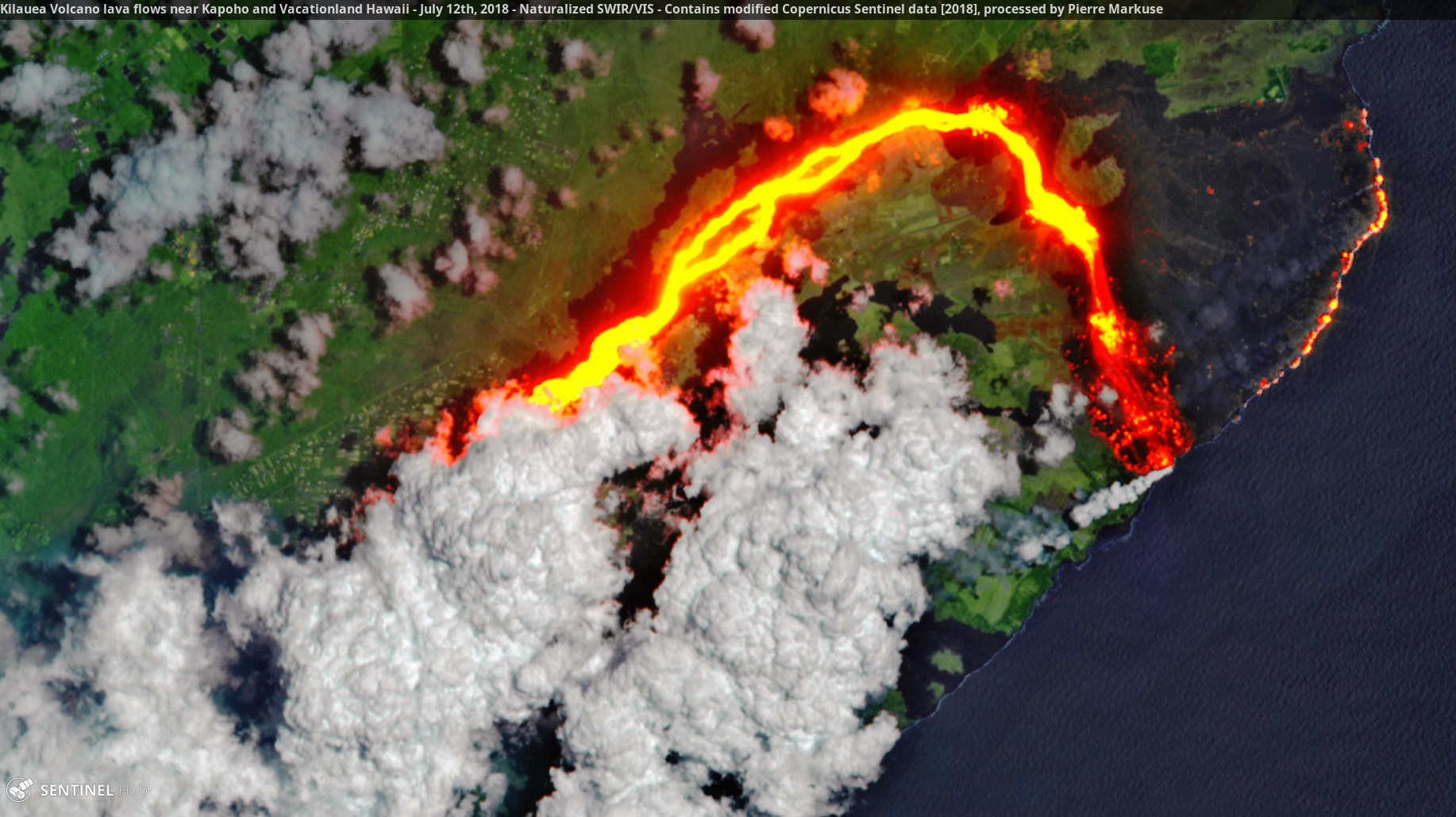
Lavastrom des aktiven Kīlauea im Juli 2018